# Hold Me Closer (Cornelia Jakobs)
Hold Me Closer è un singolo della cantante svedese Cornelia Jakobs, pubblicato il 26 febbraio 2022 su etichetta discografica Warner Music Sweden.

## Descrizione
Con Hold Me Closer la cantante ha preso parte a Melodifestivalen 2022, la competizione canora svedese utilizzata come processo di selezione per l'Eurovision Song Contest. È la sua terza partecipazione dopo le edizioni 2011 e 2012, a cui ha preso parte insieme al girl group Love Generation, e la sua prima come solista. Essendo risultata la più votata dal pubblico fra i sette partecipanti alla sua semifinale, ha avuto accesso diretto alla finale. Il 12 marzo 2022, in occasione della finale, è stata incoronata vincitrice con 146 punti totalizzati, piazzandosi in vetta al voto della giuria internazionale e 2ª nel televoto e diventando di diritto la rappresentante eurovisiva svedese a Torino.
Nel maggio successivo, dopo essersi qualificata dalla seconda semifinale, Cornelia Jakobs si è esibita nella finale eurovisiva, dove si è piazzata al 4º posto su 25 partecipanti con 438 punti totalizzati.

## Tracce
Testi e musiche di Isa Molin, David Zandén e Cornelia Jakobsdotter.
1. Hold Me Closer – 3:19

## Classifiche

### Classifiche settimanali
| Classifica (2022) | Posizione massima |
| ----------------- | ----------------- |
| Finlandia         | 9                 |
| Grecia            | 50                |
| Irlanda           | 38                |
| Islanda           | 2                 |
| Lituania          | 5                 |
| Norvegia          | 15                |
| Paesi Bassi       | 76                |
| Portogallo        | 135               |
| Regno Unito       | 59                |
| Spagna            | 88                |
| Svezia            | 1                 |
| Svizzera          | 53                |

### Classifiche di fine anno
| Classifica (2022) | Posizione |
| ----------------- | --------- |
| Islanda           | 34        |
| Svezia            | 7         |